# آلیس امریکن مک‌گی
آلیس امریکن مک‌گی (به انگلیسی: American McGee's Alice) یک بازی ویدئویی سوم شخص در سبک اکشن-ماجراجویی توسعه یافته توسط روگ انترتینمنت، به سرپرستی طراح امریکن مک‌گی و منتشر شده توسط الکترونیک آرتز تحت بنر ای‌ای گیمز می‌باشد. این بازی در ابتدا برای رایانه‌های شخصی با سیستم عامل مایکروسافت ویندوز و مک‌اواس منتشر شد. با وجود لغو شدن یک پورت پلی استیشن ۲ برنامه ریزی شده، این بازی بعدها به صورت دیجیتالی برای پلی استیشن ۳ و اکس‌باکس ۳۶۰ از طریق محتوای قابل دانلود برای دنباله این بازی منتشر شد.